# Берзиньш, Янис (баскетболист)
Янис Берзиньш (латыш. Jānis Bērziņš; род. 4 мая 1993, Лимбажи) — латвийский баскетболист, играющий на позиции лёгкого форварда. Выступает за баскетбольный клуб «Легия».

## Карьера
Берзиньш начал свою профессиональную карьеру в 2009 году в клубе «Валмиера», где выступал в течение 2 сезонов.
В 2011 году подписал многолетний контракт с ВЭФ. После первого сезона в составе рижской команды, был отдан в аренду своему бывшему клубу «Валмиера», в составе которого завоевал бронзовые медали чемпионата Латвии 2012/2013. В среднем за игру Берзиньш набирал 16,2 очка, 7,5 подбора и 2,7 ассиста в 33 встречах латвийской лиги.
В 2013 году вновь вернулся в состав ВЭФ, подписав новое трёхлетнее соглашение с рижским клубом. В феврале и марте 2016 года признан «Лучшим молодым игроком» Единой лиги ВТБ по итогам месяцев.
В августе 2018 года стал игроком «Вентспилса».

## Сборная Латвии
Берзиньш выступал за молодёжные сборные Латвии в возрасте до 16, 18 и 20 лет, а также за главную сборную страны.
В июле 2013 года, Янис внёс большой вклад в завоевание серебряных медалей на чемпионате Европы среди юношей до 20 лет, в среднем набирая 15,4 очка и 7,4 подбора.
В сентябре 2013 года, в составе сборной Латвии, принял участие в чемпионате Европы в Словении.

## Достижения

### Клубные
- Чемпион Латвии (2): 2011/12, 2014/2015
- Серебряный призёр чемпионата Польши: 2020/21
- Обладатель Кубка Польши: 2021
- Обладатель Суперкубка Польши: 2020

### Сборная Латвии
- Серебряный призёр чемпионата Европы (до 20 лет): 2013